# اختلال حرکتی مری
اختلال حرکتی مری (Esophageal motility disorders) به هر گونه اختلال در بلع و پس زنش غذا یا اسپاسم در واکنش آلرژیک به غذاهای خاص، گفته می‌شود. یکی از برجسته‌ترین آنان دیسفاژی (اختلال بلع(بلع سخت)) است.